# Alma starší
Alma Starší je nefitským prorokem v Knize Mormonově, americkém náboženském díle, který zorganizoval církev ve dnech zlovolného krále Noéma.
Alma Starší je potomkem Nefiovým. Byl knězem zlovolného krále Noéma, ale uvěřil slovům proroka Abinadiho a stal se také velkým nefitským prorokem, vystupujícim v Knize Mosiáš a v Knize Alma. Nejdůležitější pasáž o Almovi je pravděpodobne kapitola 18, kde po obrácený křtí a zakláda církev.